# Kringlan (Ekeberga socken, Småland)
Kringlan är en sjö i Lessebo kommun i Småland och ingår i Lyckebyåns huvudavrinningsområde.